# Zdenko Kestranek
Zdenko Franz Dominik Paul Maria Kestranek, auch Zdenko Kestřanek (* 5. Jänner 1897 in Temesvár, Königreich Ungarn; † 9. September 1976 in Wien) war ein bedeutender Lehrer für Sprech- und Stimmbildung an der Akademie für Musik und darstellende Kunst und dem Max Reinhardt Seminar in Wien.

## Leben
Zdenko Kestranek kam am 5. Jänner 1897 als Sohn der Schriftstellerin Clara Forstenheim und ihres Ehemanns, des damaligen Kommandanten der Infanterie-Kadettenschule (und späteren Generals) Paul Kestranek im damals zum Königreich Ungarn gehörenden Temesvár zur Welt. Er war ein Enkel der Schriftstellerin Alberta von Maytner.
Kestranek besuchte die Volksschule in Wien und Znaim, das Gymnasium in Wien und von 1912 bis 1915 die Höhere landwirtschaftliche Lehranstalt in Mödling. Anschließend leistete er seinen Kriegsdienst im Ersten Weltkrieg. Sein Bruder Bořivoj kam 1918 als Soldat ums Leben. Seine psychisch erkrankte Mutter starb am 2. August 1925 in der Heilanstalt Mauer-Öhling, sein Vater Paul Kestranek am 13. Juli 1929 in Wien.
Er selbst betrieb nach dem Krieg künstlerische Studien in Prag (Gesang bei Konrad Wallerstein), Wien (Sprechen bei Ella Arnau, Schauspiel bei Ernst Arndt und Camilla Stern-Brück sowie Gesang bei Stephan Pollmann) und Dresden (Gesang und Sprache bei Eduard Engel). Nach Ablegung einer Diplomprüfung für Sprechunterricht Ende 1920 begann er, Sprech- und später auch Schauspielunterricht zu erteilen. Erste Erfahrungen als Schauspieler hatte er bei einem Engagement am Wiener Raimundtheater gemacht. Mitte der 1920er-Jahre legte er die Staatsprüfung für Gesang ab. Für Erich Zeisl schrieb er 1929 das Libretto zur Balletsuite Pierrot in der Flasche.
Mit 1. März 1929 wurde Kestranek in Wien als Lehrer für Sprech- und Stimmbildung an der Akademie für Musik und darstellende Kunst (am Musikpädagogisches Seminar unter der Leitung von Max Reinhardt) eingestellt und unterrichtete nach dessen Auflösung ab 1933 an der Abteilung für Kirchen- und Schulmusik an der nunmehrigen Staatsakademie für Musik und darstellende Kunst in Wien. Parallel dazu war er ab Herbst 1931 als Sprechlehrer am bis 1938 privat geführten Schauspiel- und Regieseminar Schönbrunn unter Max Reinhardt als Sprechlehrer tätig.

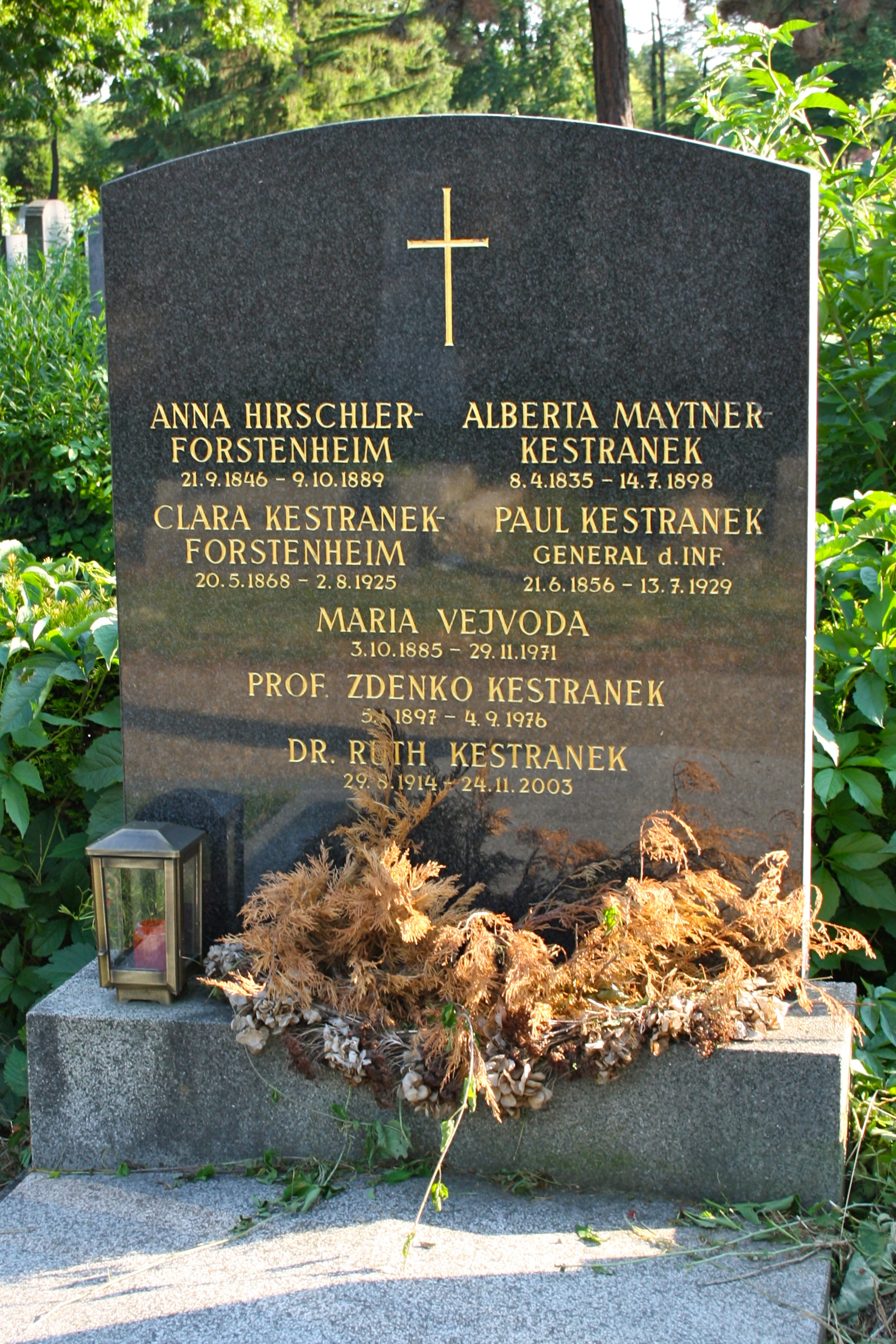
Grab von Alberta von Maytner und Paul, Clarra und Zdenek Kestranek

Aufgrund der jüdischen Herkunft seiner Mutter galt er nach dem Anschluss Österreichs im Jahr 1938 als „Halbjude“ und verlor mit dem Ende des Studienjahres seine Arbeit. Kestranek gelang es, 1940 von der Reichsmusikkammer eine Ausnahmegenehmigung zu erhalten, mit der ihm das Erteilen von Privatunterricht möglich war. Nach dem Ende der nationalsozialistischen Unrechtsherrschaft erfolgte im Oktober 1945 seine Wiederanstellung an der nunmehrigen Hochschule für Musik und darstellende Kunst (heute mdw), an der er bis 1962 Sprechen am Max Reinhardt Seminar unterrichtete. Seit dem Ende der 1940er-Jahre zeichnete er auch für die „künstlerische Oberleitung“ bei Aufführungen des Seminars verantwortlich bzw. führte auch selbst Regie, wie z. B. 1949 bei Luigi Pirandellos Sechs Personen suchen einen Autor.
In einem Antrag auf Verleihung einer Auszeichnung wurden im Jahr 1959 einige seiner prominentesten Studierenden aufgeführt, darunter Vilma Degischer, Richard Eybner, O. W. Fischer, Ernst Haeusserman, Judith Holzmeister, Paul Hubschmid, Curd Jürgens, Fred Liewehr, Johanna Matz, Susi Nicoletti und Helli Servi. In Würdigung seiner künstlerischen und pädagogischen Verdienste wurde ihm 1952 der Professortitel und 1961 das Österreichische Ehrenkreuz für Wissenschaft und Kunst verliehen. Weitere seiner zahlreichen Schüler sind Josef Meinrad, Herwig Lenau, Peter Fröhlich, Albert Rueprecht und Gerhard Tötschinger. 1962 ging er in den Ruhestand.
Der österreichische Schauspieler Herbert Lederer erinnerte sich 1984 folgendermaßen an Zdenko Kestranek:

„Zdenko Kestranek galt damals als der beste Stimmbildner Wiens. Diverse Bühnengrößen durfte er seine Schüler nennen. Er lehrte am Reinhardtseminar und gab auch privaten Unterricht; allerdings, in Anbetracht der schon legendären Unfehlbarkeit seiner Methode, gegen Honorare, die für mich unerschwinglich waren.“

Zdenko Kestranek war seit 1959 mit der Journalistin Ruth Vejvoda (1914–2003) verheiratet. Er starb am 9. September 1976 in Wien. Er ist auf dem Wiener Zentralfriedhof bestattet (Gruppe 3, Reihe 2, Nummer 87A).